# Cal Quim de Calabuix
Cal Quim de Calabuix és una masia del municipi de Sant Martí Sarroca (Alt Penedès) protegida com a bé cultural d'interès local.

## Descripció
La masia és de planta rectangular i consta de planta baixa i un pis, amb coberta a dues vessants, de teula àrab. La façana presenta una composició molt senzilla amb poques obertures i la porta d'accés és d'arc de mig punt i adovellada. Hi ha elements d'interès a l'interior de l'edifici com els arcs apuntats, i també és remarcable una finestra de pedra treballada, amb la inscripció de 1618. El conjunt es completa amb un baluard que tanca la part davantera.

## Història
Els orígens d'aquesta masia són medievals. Hi ha pergamins amb data del 1400. Al llarg dels anys, ha experimentat diverses modificacions.